# FK Slovan Ivanka pri Dunaji
FK Slovan Ivanka pri Dunaji (celým názvem: Futbalový klub Slovan Ivanka pri Dunaji) je slovenský fotbalový klub, který sídlí v obci Ivanka pri Dunaji. Založen byl v roce 1919. Od sezóny 2014/15 působí ve třetí fotbalové lize, sk. Bratislava.
Své domácí zápasy odehrává na stadionu FK Slovan Ivanka pri Dunaji s kapacitou 1 000 diváků.

## Historické názvy
Zdroj: 
- 1919 – IFMS (Ivansko-farniansky mládežnícky spolok)
- 1929 – ŠK Štefánik Ivanka pri Dunaji (Športový klub Štefánik Ivanka pri Dunaji)
- TJ Slovan Ivanka pri Dunaji (Telovýchovná jednota Slovan Ivanka pri Dunaji)
- FK Slovan Ivanka pri Dunaji (Futbalový klub Slovan Ivanka pri Dunaji)
- 2009 – fúze s TJ Trnávka ⇒ název nezměněn

## Umístění v jednotlivých sezonách
Stručný přehled
Zdroj: 
- 1962–1967: Krajský přebor – sk. Západ
- 1967–1968: I. A trieda ZsFZ – sk. Jih
- 1970–1973: Krajský přebor – sk. Bratislava
- 1973–1976: I. A trieda BFZ
- 1976–1977: I. B trieda BFZ
- 1977–1978: I. A trieda BFZ – sk. B
- 2010–2011: 3. liga BFZ
- 2011–2014: Majstrovstvá regiónu BFZ
- 2014–: 3. liga – sk. Bratislava

Jednotlivé ročníky
Zdroj: 
Legenda: Z – zápasy, V – výhry, R – remízy, P – porážky, VG – vstřelené góly, OG – obdržené góly, +/− – rozdíl skóre, B – body, červené podbarvení – sestup, zelené podbarvení – postup, fialové podbarvení – reorganizace, změna skupiny či soutěže
| Československo (1962–1993) |                                 |        |    |    |    |    |    |     |     |    |        |
| Sezóny                     | Liga                            | Úroveň | Z  | V  | R  | P  | VG | OG  | +/− | B  | Pozice |
| 1962/63                    | Krajský přebor – sk. Západ      | 3      | 24 | 10 | 3  | 11 | 34 | 58  | −24 | 23 | 10.    |
| 1963/64                    | Krajský přebor – sk. Západ      | 3      | 23 | 11 | 3  | 9  | 42 | 49  | −7  | 25 | 6.     |
| 1964/65                    | Krajský přebor – sk. Západ      | 3      | 25 | 9  | 3  | 13 | 40 | 57  | −17 | 21 | 12.    |
| 1965/66                    | Krajský přebor – sk. Západ      | 4      | 26 | 9  | 6  | 11 | 28 | 40  | −12 | 24 | 11.    |
| 1966/67                    | Krajský přebor – sk. Západ      | 4      | 26 | 1  | 3  | 22 | 19 | 101 | −82 | 5  | 14.    |
| 1967/68                    | I. A trieda ZsFZ – sk. Jih      | 5      | 26 | 5  | 2  | 19 | 32 | 73  | −41 | 12 | 14.    |
| …                          |                                 |        |    |    |    |    |    |     |     |    |        |
| 1970/71                    | Krajský přebor – sk. Bratislava | 5      | 25 | 5  | 8  | 12 | 30 | 49  | −19 | 18 | 13.    |
| 1971/72                    | Krajský přebor – sk. Bratislava | 5      | 25 | 7  | 2  | 16 | 23 | 59  | −36 | 16 | 13.    |
| 1972/73                    | Krajský přebor – sk. Bratislava | 5      | 21 | 5  | 3  | 13 | 21 | 35  | −14 | 13 | 14.    |
| 1973/74                    | I. A trieda BFZ                 | 6      | 23 | 7  | 8  | 8  | 30 | 31  | −1  | 22 | 6.     |
| 1974/75                    | I. A trieda BFZ                 | 6      | 25 | 5  | 8  | 12 | 18 | 43  | −25 | 18 | 12.    |
| 1975/76                    | I. A trieda BFZ                 | 6      | …  | …  | …  | …  | …  | …   | …   | …  |        |
| 1976/77                    | I. B trieda BFZ                 | 7      | 24 | 13 | 2  | 9  | 42 | 45  | −3  | 28 | 5.     |
| 1977/78                    | I. A trieda BFZ – sk. B         | 5      | 26 | 6  | 10 | 10 | 31 | 44  | −13 | 22 | 12.    |
| …                          |                                 |        |    |    |    |    |    |     |     |    |        |
| Slovensko (1993–)          |                                 |        |    |    |    |    |    |     |     |    |        |
| Sezóny                     | Liga                            | Úroveň | Z  | V  | R  | P  | VG | OG  | +/− | B  | Pozice |
| …                          |                                 |        |    |    |    |    |    |     |     |    |        |
| 2010/11                    | 3. liga BFZ                     | 4      | 26 | 6  | 9  | 11 | 25 | 44  | −19 | 27 | 12.    |
| 2011/12                    | Majstrovstvá regiónu BFZ        | 4      | 30 | 12 | 9  | 9  | 53 | 46  | +7  | 45 | 7.     |
| 2012/13                    | Majstrovstvá regiónu BFZ        | 4      | 30 | 10 | 8  | 12 | 50 | 52  | −2  | 38 | 9.     |
| 2013/14                    | Majstrovstvá regiónu BFZ        | 4      | 32 | 11 | 10 | 11 | 50 | 56  | −6  | 43 | 9.     |
| 2014/15                    | 3. liga – sk. Bratislava        | 3      | 30 | 5  | 6  | 19 | 19 | 60  | −41 | 21 | 14.    |
| 2015/16                    | 3. liga – sk. Bratislava        | 3      | 30 | 10 | 7  | 13 | 40 | 47  | −7  | 37 | 10.    |
| 2016/17                    | 3. liga – sk. Bratislava        | 3      | 30 | 15 | 2  | 13 | 51 | 55  | −4  | 47 | 6.     |
| 2017/18                    | 3. liga – sk. Bratislava        | 3      | 30 |    |    |    |    |     |     |    |        |